# Coppermine (rzeka)
Coppermine (ang. Coppermine River) – rzeka w Kanadzie, w Terytoriach Północno-Zachodnich i Nunavut, dopływ Oceanu Arktycznego. Długość rzeki wynosi 845 km.
Rzeka wypływa z jeziora Lac de Gras. W górnym biegu płynie w kierunku północno-zachodnim, dalej skręca na północ i ostatecznie północny wschód. W pobliżu miejscowości Kugluktuk uchodzi do zatoki Coronation, odnogi Oceanu Arktycznego. Rzeka nie jest żeglowna, występują na niej liczne bystrza, a na znaczną część roku rzeka zamarza.
W 1771 roku jako pierwszy Europejczyk nad rzekę dotarł Samuel Hearne, nadając jej nazwę po odkryciu nad jej brzegami złóż miedzi (ang. copper mine – kopalnia miedzi). Na początku XIX wieku rzekę badali także John Franklin i George Back.